# القاعدة العليا

تعديل مصدري - تعديل

القاعدة العليا إحدى حارات مدينة القاعدة بمحافظة إب، بلغ تعداد سكانها 1229 نسمة حسب تعداد اليمن لعام 2004.